# Miguel Gual Agustina
 (octobre 2014).
Si vous disposez d'ouvrages ou d'articles de référence ou si vous connaissez des sites web de qualité traitant du thème abordé ici, merci de compléter l'article en donnant les références utiles à sa vérifiabilité et en les liant à la section « Notes et références ».
Miguel Gual Agustina, né le 11 mai 1911 à Barcelone (Catalogne, Espagne) et mort le 9 mars 1989 dans la même ville, est un footballeur espagnol des années 1930 et 1940 qui jouait au poste d'attaquant. Il s'est ensuite reconverti en entraîneur.

## Biographie
Miguel Gual commence à jouer au football dans les équipes juniors du CE Júpiter.
En 1928, il obtient son premier contrat professionnel en signant au Séville FC qui joue en deuxième division. En 1930, il rejoint le Racing de Cordoue pour une saison.
En 1931, il rejoint le FC Barcelone, mais en deux saisons au Barça il ne joue pas beaucoup (4 matchs de championnat, deux buts). 
En 1933, il est recruté par le CE Sabadell où il passe les meilleures années de sa carrière sportive. Il remporte le championnat de Catalogne lors de la saison 1933-1934 et parvient en finale de la Coupe d'Espagne la saison suivante (perdue face à Séville FC).
En 1937, en pleine Guerre civile espagnole, Gual se joint à une tournée du FC Barcelone au Mexique. Comme d'autres joueurs, Gual reste au Mexique où il joue le championnat local avec le Real Club España (meilleur buteur avec 20 buts).
À la fin de la guerre civile, il retourne jouer au CE Sabadell jusqu'en 1943.

### Entraîneur
Miguel Gual devient entraîneur en 1943 de l'équipe filiale du FC Barcelone qui à l'époque est La España Industrial. Il entraîne cette équipe jusqu'en 1956 découvrant de nombreux jeunes. Gual entraîne ensuite le CD Condal, continuateur de La España Industrial.
Il entraîne aussi le RCD Majorque, Osasuna avec qui il obtient une promotion, le CE Europa et le Racing de Santander.

## Palmarès
Avec le FC Barcelone :
- Championnat de Catalogne : 1931

Avec le CE Sabadell :
- Championnat de Catalogne : 1934